# Zygmunt Lewański

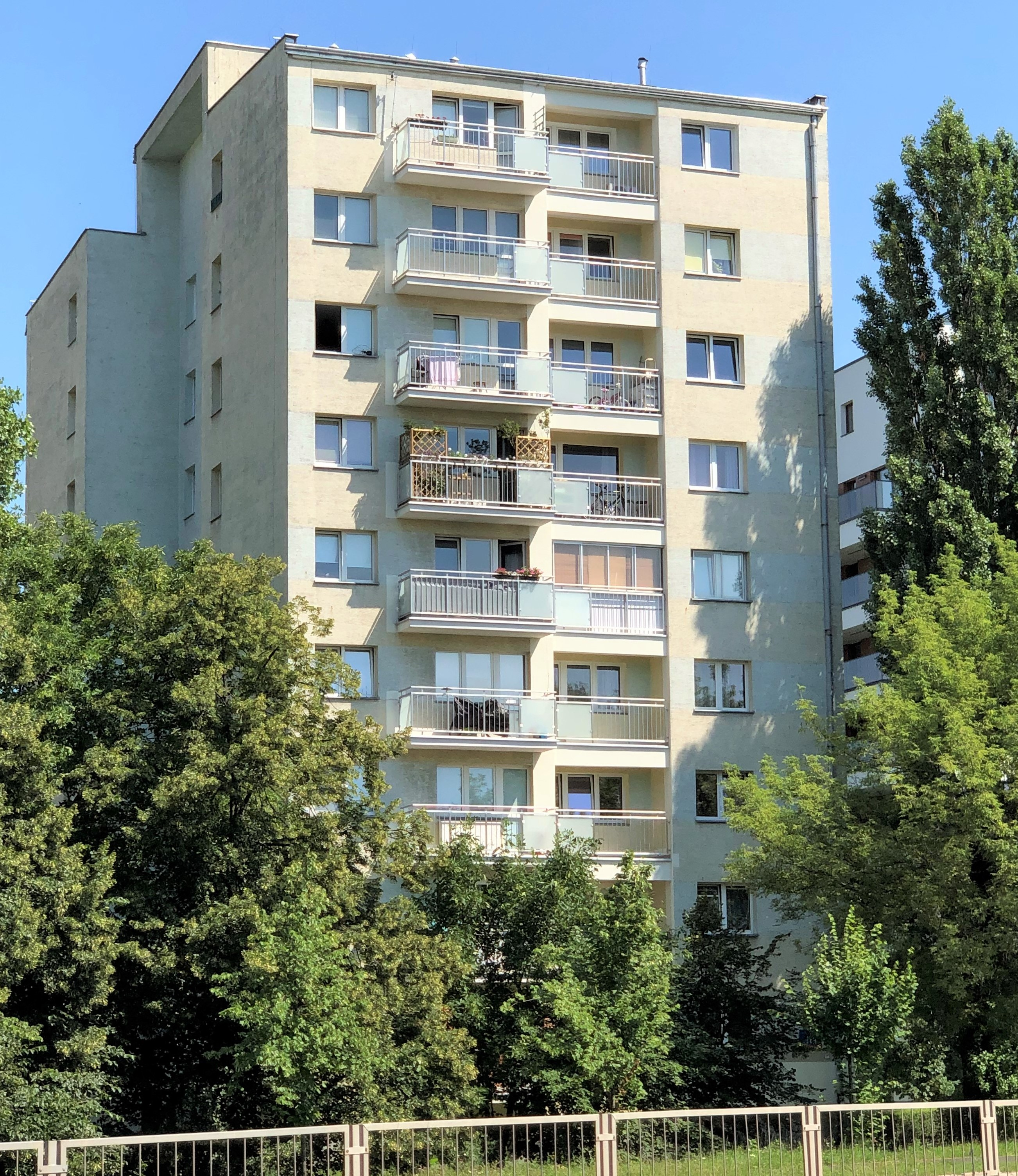
„Mister Warszawy 1963” – budynek przy ul. Sobieskiego 114, fot. 2021

Zygmunt Lewański (ur. 27 czerwca 1917 w Konstantynówce, zm. 3 stycznia 1965 w Ghanie) – polski architekt i nauczyciel akademicki.

## Życiorys
Urodził się na Ukrainie. Studiował na Wydziale Architektury Politechniki Warszawskiej (PW). W 1948 uzyskał dyplom architekta. Do 1957 był na ww. wydziale PW asystentem, a następnie – do 1961 – adiunktem. Jednocześnie pracował w tym czasie jako projektant w biurze Miastoprojekt Stolica–Południe w Warszawie. Był współtwórcą wielu znanych, stołecznych obiektów architektonicznych. W 1961 wyjechał do Ghany, gdzie cztery lata później zmarł śmiercią tragiczną. 
Był członkiem Oddziału Warszawskiego Stowarzyszenia Architektów Polskich (SARP).

## Dokonania
- Szkoła w Warszawie przy ul. Chełmskiej 23 (1959–1961) – współautor: Andrzej Wolff
- Osiedle „Chełmska” w Warszawie przy zbiegu ulic Chełmskiej i Sobieskiego (1959–1863) – współautorzy: Jerzy Ryk i Włodzimierz Witkowski (tytuł: „Mister Warszawy 1963” dla budynku przy ul. Sobieskiego 114)
- Stacje synoptyczne PIHM w Mławie, Sandomierzu i Lublinie – współautor: Andrzej Wolff
- Osiedle „Grójecka” w Warszawie w kwartale ulic: Wawelskiej, Pasteura, Banacha i Grójeckiej – współautor: Aleksander Markiewicz (1956–1959)[3]

### Konkursy
- SARP nr 144 – Projekt szkicowy Gmachu Ministerstwa Przemysłu i Handlu w Warszawie przy pl. Trzech Krzyży (1946) – współautor: Stefan Tworkowski (zwrot kosztów)
- SARP nr 168 – Projekt na rozwiązanie architektoniczne gmachu Ministerstwa Skarbu w Warszawie (1948) – współautor: Tadeusz Iskierka (II nagroda)
- Projekt otoczenia „PAST-y” – I etap (1950) – współautor: Tadeusz Iskierka (nagroda równorzędna)
- SARP nr 213 – Projekt Ambasady PRL w Pekinie (1955) – współautor: Kazimierz Thor (wyróżnienie równorzędne)
- SARP nr 218 – Projekt na Ludowe Obserwatorium Astronomiczne i Planetarium im. Kopernika w Warszawie (1956) – współautor: Kazimierz Thor, współpraca: Wacław Kornatowski, Ryszard Czerwiński, Jerzy Józefowicz i Stanisław Jasiński (wyróżnienie II stopnia równorzędne)

## Uwaga
1. ↑  Na temat jego losów w Ghanie brak dostępnych informacji.